# Micotoxina
Las micotoxinas (del griego antiguo μύκης mýkes ‘hongo’, y el latín toxicum ‘veneno’) son metabolitos secundarios tóxicos, de composición variada, producidos por organismos del reino fungi, que incluye setas, mohos y levaduras. El término suele referirse principalmente a las sustancias tóxicas producidas por hongos que afectan a animales vertebrados en bajas concentraciones, sin incluir a las que afectan exclusivamente a las bacterias (por ejemplo, la penicilina) o a las plantas. También se excluyen, de manera un tanto arbitraria, las toxinas presentes en las setas venenosas.

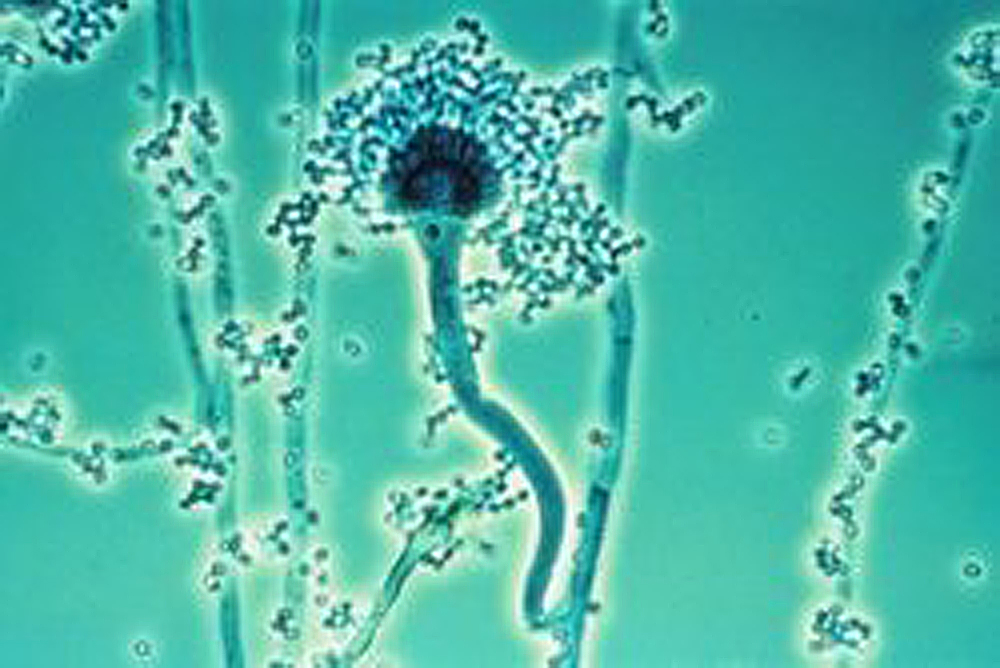
Aspergillus es uno de los principales grupos de hongos responsables de la producción de micotoxinas nocivas para plantas y animales

## Propiedades biológicas
Los hongos son mayoritariamente organismos aerobios, y se encuentran prácticamente en todas partes. Consumen materia orgánica y se reproducen por esporas. Cuando las condiciones de humedad y temperatura son las adecuadas, proliferan y forman colonias que pueden resultar en altas concentraciones de micotoxinas. No se sabe exactamente el motivo por el cual los hongos segregan micotoxinas, ya que no son necesarias para el crecimiento o desarrollo del hongo. Es posible que contribuyan a la expansión del hongo al debilitar a los organismos competidores. La producción de toxinas depende de las condiciones tanto internas como externas del hongo; varían enormemente en la severidad de sus efectos, dependiendo de la susceptibilidad del organismo infectado, su metabolismo y sus defensas.

### Efectos en vertebrados

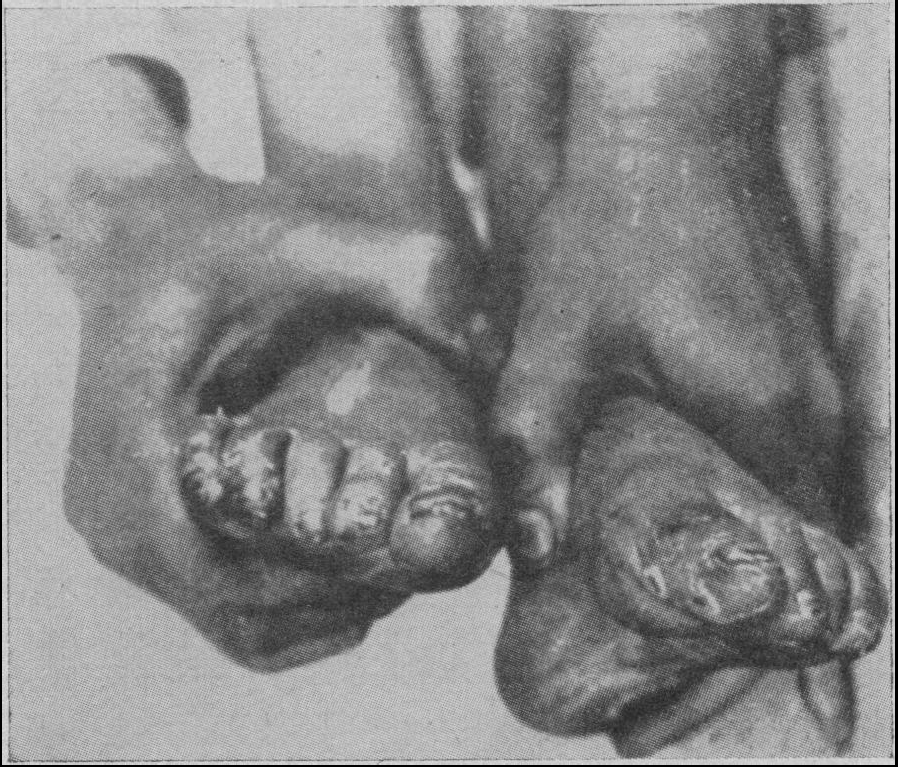
Ejemplo de micotoxicosis: ergotismo gangrenoso.

Los efectos de las micotoxinas en animales y personas son diversos e incluyen enfermedades y problemas de salud, depresión del sistema inmunológico, irritación y alergias. El término general para la intoxicación por micotoxinas es micotoxicosis. En algunos casos, la micotoxicosis puede ocasionar la muerte. Los síntomas y efectos de la micotoxicosis dependen del tipo de micotoxina, la edad, estado de salud y el sexo del individuo afectado. Los efectos sinérgicos de las micotoxinas con factores genéticos, la dieta e interacciones con otras sustancias tóxicas no han sido completamente investigados; se considera posible que las deficiencias vitamínicas, la subalimentación, el alcoholismo y las enfermedades infecciosas puedan influir en el efecto de las micotoxinas.
Las micotoxinas causan efectos mediante su ingestión, contacto con la piel o inhalación. Pueden inhibir la síntesis de proteínas, dañar el sistema inmunitario, los pulmones e incrementar la sensibilidad a las toxinas bacterianas.

## Micotoxinas en el ambiente

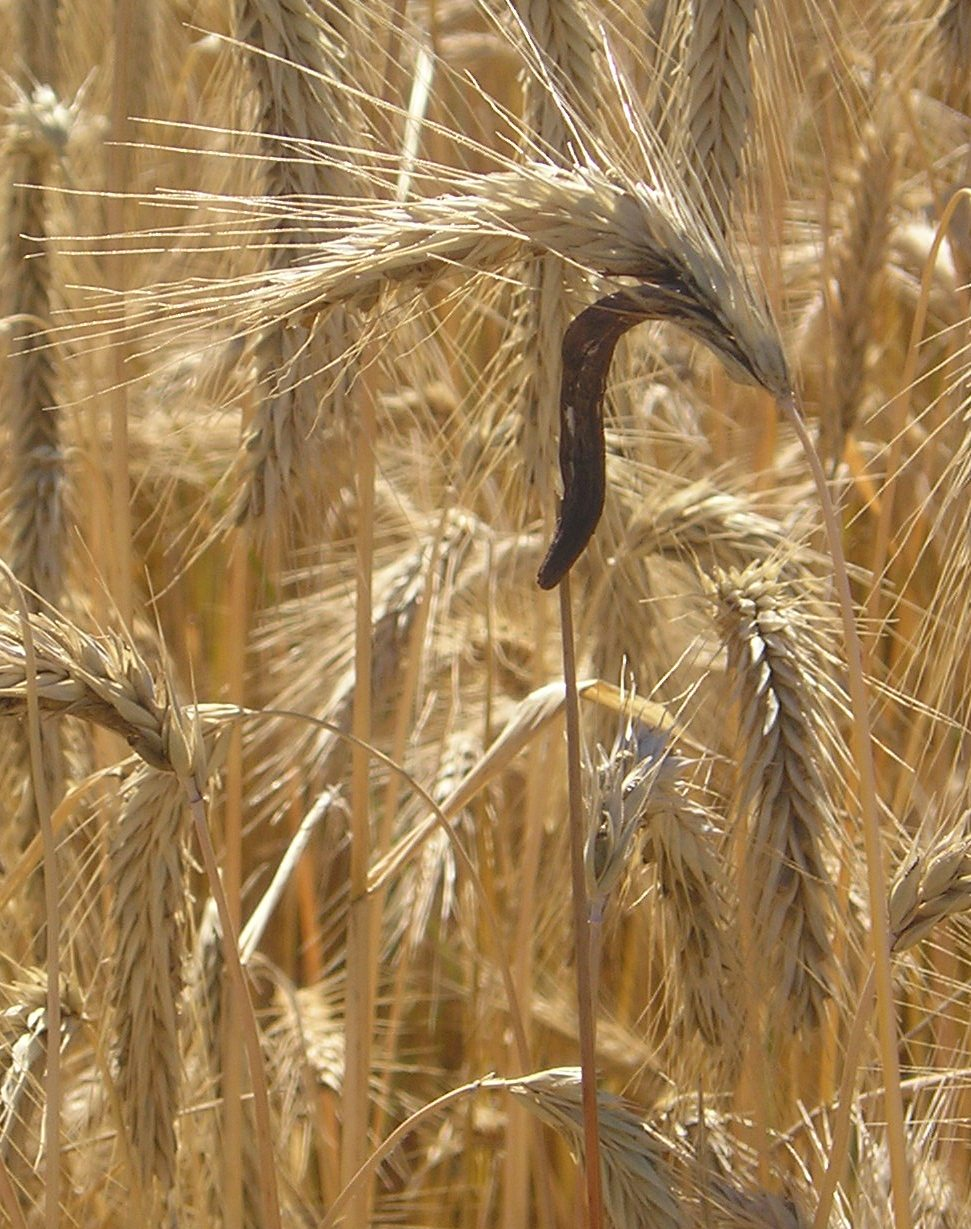
Cornezuelo (Claviceps purpurea) en una espiga de centeno

Las micotoxinas pueden contaminar la cadena alimentaria a raíz de la infección de productos agrícolas destinados al consumo humano o de animales domésticos. Las micotoxinas son bastante resistentes a la descomposición y a la destrucción durante la digestión, por lo cual permanecen en la cadena alimentaria y en los productos lácteos. Resisten incluso a la cocción y a la congelación. Las toxinas más comunes en los productos agrícolas son producidas por especies de los géneros Aspergillus, Penicillium, y Fusarium, entre otros. Estas micotoxinas suelen causar micotoxicosis primarias, cuando los productos contaminados se ingieren directamente, o secundarias, resultantes del consumo de carne o leche proveniente de animales contaminados.
Los edificios también albergan hongos y las personas que habitan o trabajan en edificaciones con una alta concentración de moho pueden sufrir diversos problemas de salud resultantes de la exposición a micotoxinas. El trabajo en explotaciones agrarias conlleva un riesgo especialmente elevado de contaminación por micotoxinas, alcanzándose concentraciones peligrosas más a menudo que en viviendas y otros ambientes de trabajo. Los principales organismos responsables de la producción de micotoxinas en edificios son los pertenecientes a los géneros Alternaria, Aspergillus, Penicillium, y Stachybotrys. Stachybotrys chartarum es muy común en edificios, siendo el mayor productor de micotoxinas en interiores; se lo asocia con alergias e inflamaciones del sistema respiratorio. Una ventilación adecuada y el control de la humedad en edificios y oficinas son cruciales para limitar el crecimiento de moho.
Numerosas agencias internacionales están realizando una estandarización universal de límites de la concentración de
micotoxinas. Actualmente, más de 100 países regulan la presencia de micotoxinas en la industria de piensos. En Europa, los niveles de una amplia gama de micotoxinas permitidas en la alimentación y comida animal son fijados por una serie de directivas de la Comisión Europea. En Estados Unidos, la FDA («Food and Drug Administration») regula los límites de concentración de micotoxinas en alimentos y piensos desde 1985 y ha implantado varios programas de inspección de las respectivas industrias para garantizar que las micotoxinas se mantengan dentro de los límites establecidos. Estos programas inspeccionan productos como los cacahuetes y sus derivados, frutos secos, maíz, semilla de algodón y productos lácteos.

## Clasificación de micotoxinas

### Aflatoxinas

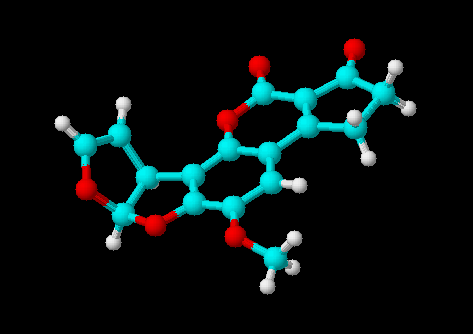
Estructura tridimensional de la aflatoxina B_{1}.

Las aflatoxinas son un tipo de micotoxinas, producidas por especies de hongo del género Aspergillus.
El término genérico aflatoxina puede referirse a cuatro tipos diferentes de micotoxinas, conocidas como B1, B2, G1 y G2.
La aflatoxina B1 es el grupo con mayor toxicidad; es un carcinogénico potente y se lo asocia en particular con el cáncer de hígado en varias especies de vertebrados. Las aflatoxinas se encuentran con más frecuencia en artículos provenientes de áreas tropicales y subtropicales, como el algodón, cacahuetes, especias, pistachos y maíz. En 2004, 125 personas fallecieron y unas 200 otras enfermaron en Kenia como consecuencia de consumir maíz contaminado.
La concentración máxima de aflatoxinas establecida por la FAO y la OMS es de 15 μg/kg.

### Ocratoxinas

Ocratoxina A.

Las ocratoxinas tienen tres formas, denominadas A, B y C. Todas ellas son producidas por hongos de los géneros Penicillium y Aspergillus. La ocratoxina A es una forma clorinada de la ocratoxina B y la ocratoxina C es un etil-éster de la forma A. La especie productora de ocratoxinas Aspergillus ochraceus se encuentra a menudo en la cerveza y el vino. Aspergillus carbonarius es la especie más abundante en las uvas, y sus toxinas contaminan el mosto durante su extracción.
La ocratoxina A se ha identificado como un agente cancerígeno y se asocia a tumores del tracto urinario.

### Citrinina

Citrinina.

La citrinina se descubrió por primera vez en la especie Penicillium citrinum; desde entonces se han encontrado en más de una docena de especies de Penicillium y varias de Aspergillus, algunas de las cuales se utilizan en la confección de queso (Penicillium camemberti), sake, miso, y salsa de soya (Aspergillus oryzae). La citrinina actúa como una nefrotoxina en todas las especies animales investigadas. Aunque se encuentra en muchos cereales y en el pigmento Monascus, de uso en alimentos, su impacto en la salud humana aún no ha sido totalmente elucidado. En conjunción con la ocratoxina A puede disminuir la síntesis de ARN en los riñones de ratas y ratones.

### Alcaloides ergóticos
Los alcaloides ergóticos o alcaloides del ergot son una mezcla tóxica de compuestos producidos en el esclerocio de especies del género Claviceps, patógenos comunes en varias especies herbáceas. La ingestión del esclerocio presente en la harina proveniente de cereales infectados causa ergotismo, la enfermedad tradicionalmente conocida como «fuego de San Antonio». Aunque los métodos modernos de limpiado de grano han reducido significativamente la incidencia del ergotismo, este todavía constituye un problema veterinario de importancia. Los alcaloides ergóticos tienen usos farmacéuticos.
Se dan dos formas de ergotismo: gangrenoso afectando el riego sanguíneo de las extremidades y convulsivo, que afecta al sistema nervioso central.

### Patulina

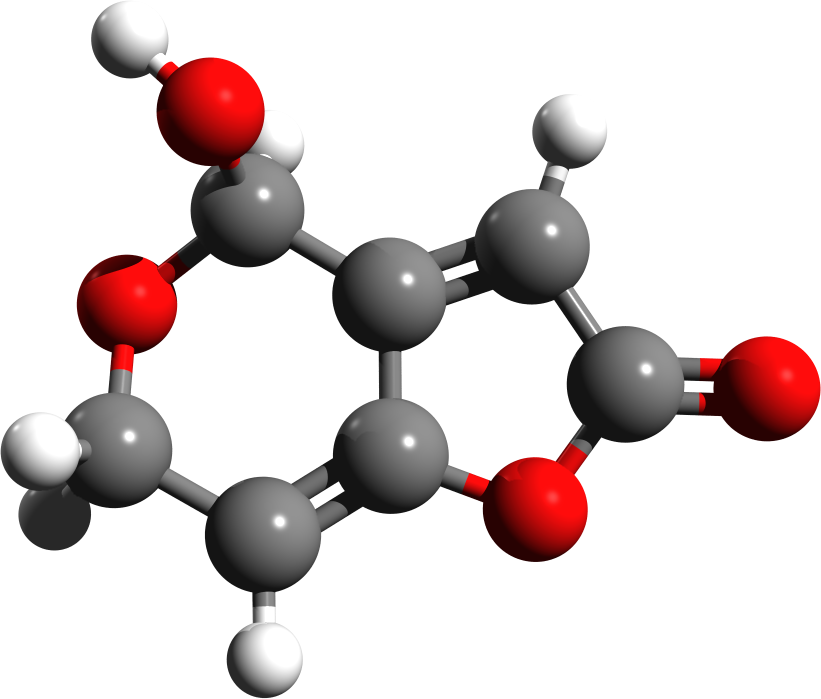
Estructura tridimensional de la patulina.

La patulina es segregada por Penicillium expansum, y especies de Aspergillus, Penicillium y Paecilomyces. P. expansum se puede encontrar en frutas y verduras mohosas y podridas, en particular manzanas e higos. La fermentación puede destruir esta toxina, por lo cual puede no aparecer en sidra confeccionada con manzanas infectadas.
Es posible que la patulina sea carcinogénica, además de causar trastornos gastrointestinales y del sistema nervioso. En 2004, la Unión Europea estableció límites a la concentración máxima de patulina en alimentos: 50 μg/kg en zumo de frutas y concentrados, 25 μg/kg en manzanas y 10 μg/kg en productos a base de manzanas destinados al consumo infantil, incluyendo el zumo de manzana.

### Toxinas deFusarium

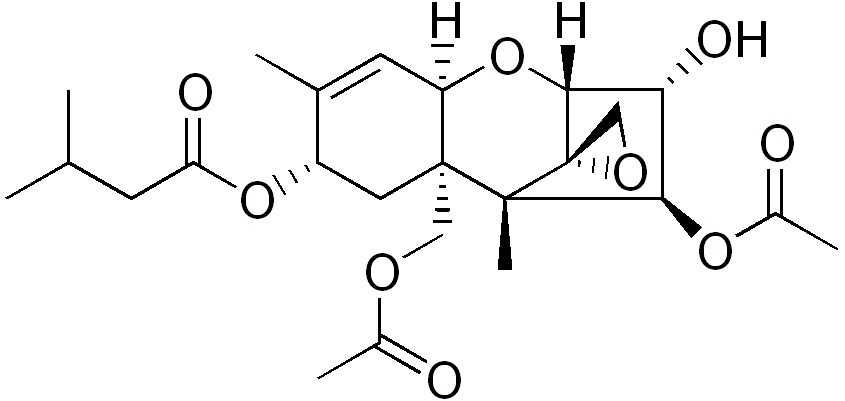
Micotoxina T-2, un tricoteceno.

Más de 50 especies de hongos del género Fusarium producen micotoxinas que contaminan el grano de cereales en desarrollo, como el trigo y el maíz. Entre estas toxinas se encuentran las fumonisinas, que afectan el sistema nervioso de los caballos y causan cáncer en roedores; los tricotecenos, que tienen diversos efectos tóxicos, a veces fatales, en animales y personas; y la zearalenona, que es hiperestrogénica. Otras micotoxinas importantes producidas por hongos Fusarium incluyen la beauvericina, eniatinas, butenolide, equisetina y fusarinas.

## Desactivación de micotoxinas
En las industrias de piensos y de la alimentación se ha convertido en práctica corriente añadir arcillas activadas, como las bentonitas y zeolitas, por sus propiedades como agentes adsorbentes y secuestrantes de micotoxinas. La funcionalidad de aditivos capaces de revertir los efectos adversos de las micotoxinas se evalúa de acuerdo con los siguientes criterios:
- Eficacia del componente activo, verificada por datos científicos.
- Baja tasa de inclusión efectiva en la ración de alimento.
- Estabilidad en un rango amplio de pH.
- Alta capacidad de absorber concentraciones altas de micotoxinas.
- Afinidad alta a micotoxinas en concentraciones bajas.
- Interacción química entre la micotoxina y el agente adsorbente.
- Eficacia probada en vivo contra los principales grupos de micotoxinas.
- Componentes sin toxicidad y sin efectos en el medio ambiente.

Puesto que no todas las micotoxinas se adhieren a estos agentes, el método más prometedor para su control es la desactivación química antes de la cosecha por medio de enzimas como la esterasa, y epoxidasa y organismos, como ciertas levaduras (como Trichosporon mycotoxinvorans) o bacterias (por ejemplo, la cepa de Eubacterium BBSH 797). Otros métodos de control consisten en la separación física, lavado, molido, tratamiento térmico, extracción con disolventes e irradiación. Este último método es efectivo contra el crecimiento de moho y la consiguiente producción de toxinas.